# Ninheira
Ninheira – miasto i gmina w Brazylii, w stanie Minas Gerais.